# Bồ câu gà

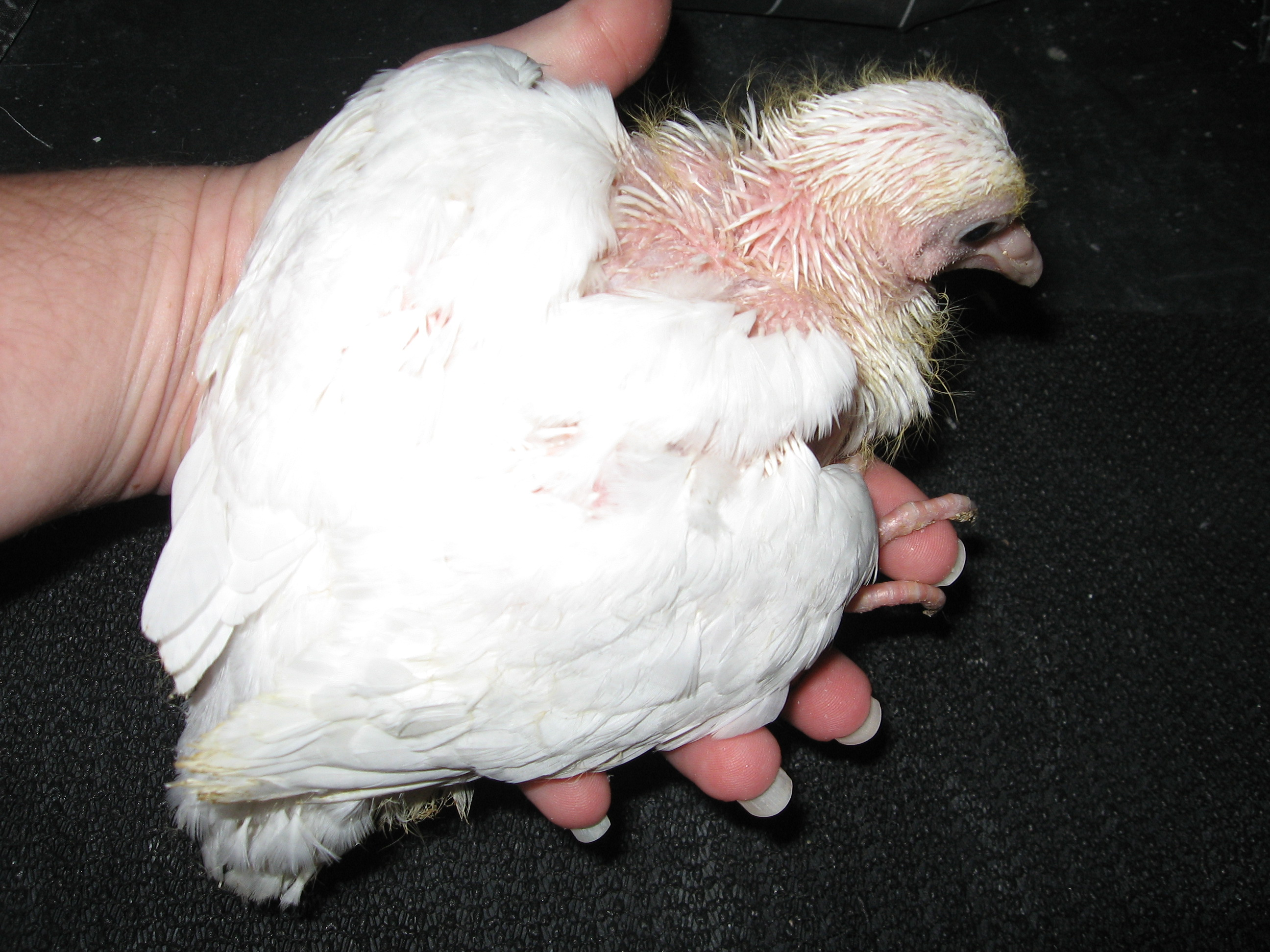
Một con bồ câu gà

Bồ câu gà hay còn gọi là bồ câu thịt (Utility pigeon) là những giống bồ câu thuần được nuôi phục vụ cho mục đích lấy thịt bồ câu, với đặc điểm là tăng trưởng nhanh chóng. Bồ câu thịt là một trong ba nhóm giống chính được sử dụng bởi những người nuôi chim bồ câu. 

## Các giống
Có nhiều giống khác nhau về kích thước và màu sắc, được phân chia thành các nhóm như bồ câu đưa thư, bồ câu bay lượn, bồ câu cảnh và bồ câu thịt. Trong đó, có mô hình nuôi chim bồ câu gà, đây là những loại có kích thước lớn so với các loại bồ câu khác. Đây là giống bồ câu lớn con, giá tri kinh tế cao, tuy nhiên giống bồ câu này sinh sản kém (lâu đẻ, ấp trứng tệ, hay bị ung, vỡ) cho nên rất khó nhân bầy đàn quy mô lớn, con giống lại rất đắt tiền, tiêu tốn nhiều thức ăn.
Trên thị trường có nhiều giống bồ câu có trọng lượng lớn, hiệu quả kinh tế cao như: bồ câu Pháp, bồ câu Nhật, bồ câu Thái, bồ câu Hà Lan, bồ câu Mỹ, trong đó có thể phân chia thành bồ câu kiển (bồ câu Nhật)là những giống bồ câu đẹp, dùng để làm kiểng, làm cảnh. Các giống này rất đắt tiền nên không dùng trong mục đích nuôi kinh tế. Bồ câu sẻ là loài bồ câu nhỏ bé, giá trị kinh tế không cao. Còn lại là giống bồ câu đẻ với đặc điểm là sinh sản nhanh, mau nhân đàn,
Giống bồ câu Pháp lớn con (trung bình mỗi con có thể cân nặng 500 – 700 gam). Giống bồ câu gà có nguồn gốc từ Pháp rất dễ nuôi, nhanh lớn, ít bệnh, sinh sản tốt, sau 25 ngày nuôi là xuất bán, lúc đó chim bồ câu có trọng lượng trên 400 gam, cao gấp 2 lần so với giống bồ câu ở địa phương, nếu nuôi có thời gian từ 7-8 tháng, có trọng lượng từ 800g-1 kg/con. Còn nếu nuôi để làm giống thì 6 tháng là bồ câu bắt đầu đẻ trứng và sau 18 ngày là nở con
Một số giống bồ câu có thể kể đến là:
- Bồ câu vua American Giant Runt
- Bồ câu Pháp (French Mondain)
- Bồ câu Carneau
- King
- Strasser
- Texan Pioneer

## Chăn nuôi

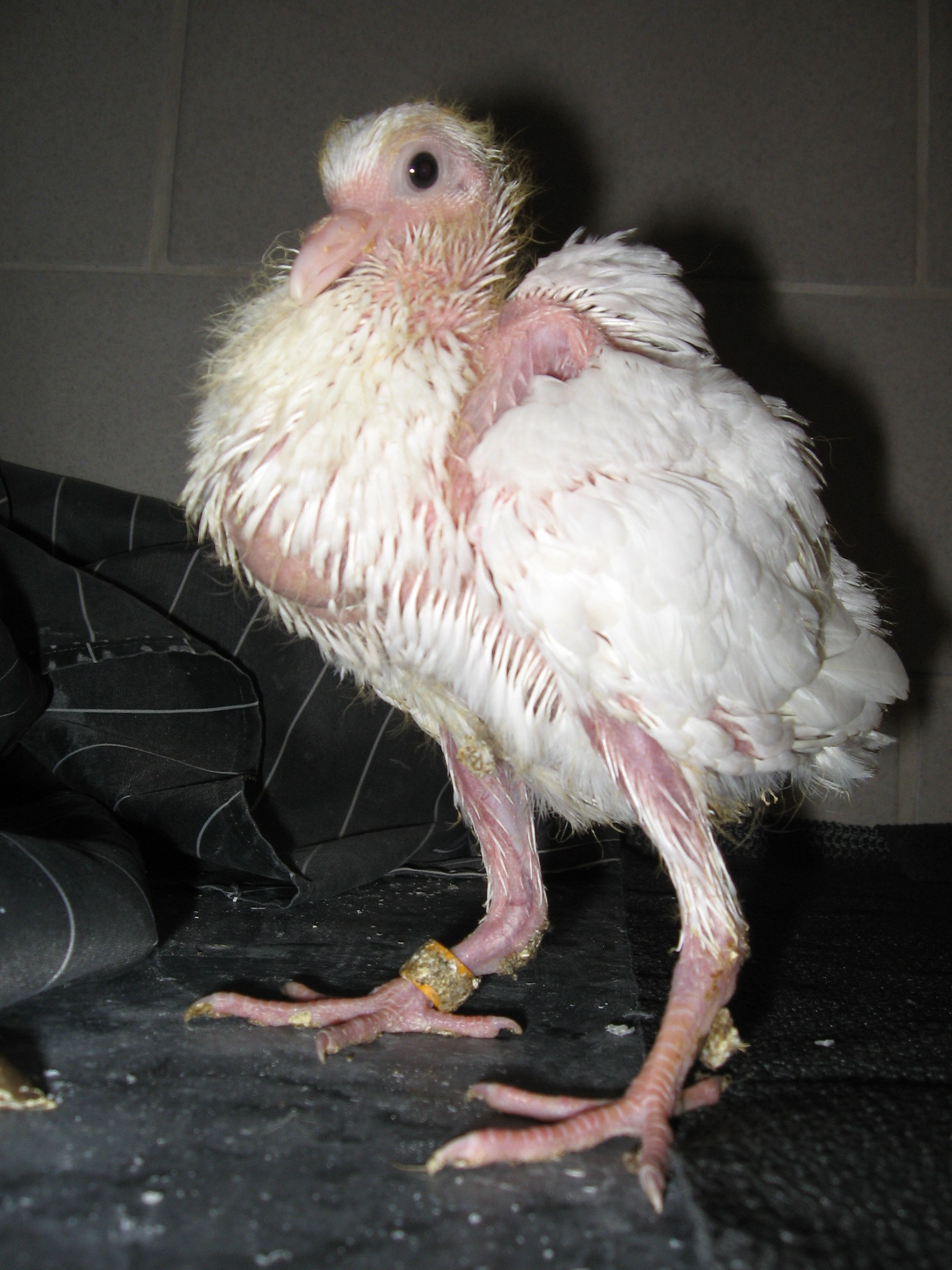
Một con bồ câu gà

Nghề nuôi bồ câu lấy thịt, làm kiểng đã trở thành phổ biến ở một vùng núi phần lớn là người Khmer sinh sống như mô hình nuôi bồ câu thương phẩm thông qua việc dùng mảnh đất trống trước sân nhà làm trại nuôi bồ câu. Ở Trà Vinh thuộc Việt Nam có mô hình nuôi bồ câu gà đạt hiệu quả bằng việc sử dụng đất quanh nhà làm chuồng trại để đầu tư nuôi bồ câu gà, mua 200 cặp bồ câu giống về nuôi từ đó nhân được trên 700 cặp giống

## Kỹ thuật
Chế độ ăn uống của chim là 2 lần/ngày. Bình quân lượng thức ăn cho một con chỉ từ 0,1- 0,15g gồm thức ăn công nghiệp của gà, vịt trộn với gạo lứt, có tăng cường thêm một số chất khoáng, vôi vào khẩu phần ăn của chim để đảm bảo cho chim sinh sản và giúp chim luôn giữ được nhiệt để tiêu thụ thức ăn tốt. Thời gian sinh trưởng của bồ câu từ mới sinh đến trưởng thành là 5,5 tháng, bồ câu trưởng thành cách 1 tháng thì đẻ, mỗi lần 1 cặp, ấp đến 16 ngày thì nở.
Bồ câu con khoảng 8 đến 10 ngày tuổi thì xuống ổ. Bồ câu gà nuôi trong lồng, khoảng 21 ngày là bán với giá 300.000 đồng/1 cặp, nặng khoảng 2 kg, chủ yếu bán để gầy giống, hoặc làm kiểng. Loại bồ câu thương phẩm này bán rất chạy, các nhà hàng, quán ăn thường tìm đến để đặt hàng hằng tháng và thu mua khi bồ câu con vừa mới nở. Ngoài ra, còn một loại bồ câu gà Mỹ nuôi để làm kiểng, giá bán ra khá cao, 2 – 5 triệu đồng/1 cặp .